# فهرست دشمنان خانواده بتمن

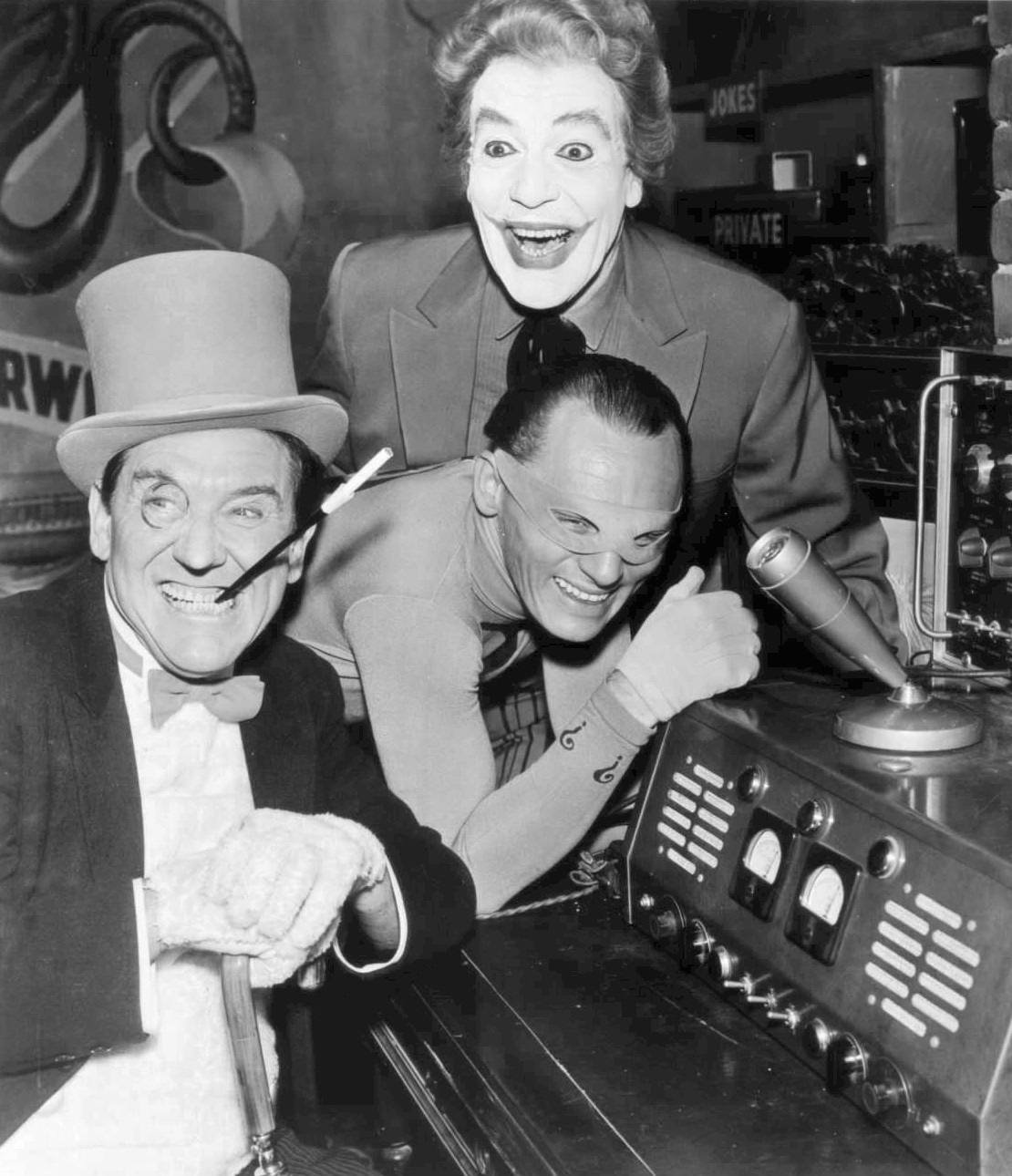
عکس تبلیغاتی برخی از دشمنان بتمن؛ از سمت چپ: پنگوئن (برجس مردیت)، ریدلر (فرانک گورشین) و جوکر (سزار رومرو)

این مقاله لیست فهرست واری از دشمنان تخیلی شخصیت بتمن است. این شخصیت‌ها توسط شرکت دی سی کامیکس خلق شده و در سری کتاب‌های مصور بتمن حضور دارند. از آن‌ها همچنین با نام‌های خائن و اوباش یاد می‌شود. بعضی از آن‌ها دارای توانایی و قدرتی خاص هستند.

## فهرست
به ترتیب حروف الفبا (به همراه تاریخ اولین حضور و شماره کمیک)
| نام            | اولین حضور                                                   | خلاصه |
| -------------- | ------------------------------------------------------------ | --- |
| آقای فریز      | بتمن #۱۲۱ (فوریه ۱۹۵۹)                                       | او دانشمندی موفّق و معروف بنام (ویکتور فریز) بود و با همسرش نورا همکار بود تا اینکه شبی با همسرش تصادف می‌کند و همسرش به مرگ مغزی دچار می‌شود و او برای زنده نگه داشتن بدنش او را منجمد می‌کند. روزی پلیس به آزمایشگاهش می‌ریزد و او در مقاومت با بردن همسر و تجهیزاتش به درون مادهٔ منجمدکننده میفتد و دیگر نمی‌تواند در دمای بالای صفر زندگی کند و برای خود لباسی آهنی و اسلحه‌هایی یخی می‌سازد تا از قانون انتقام بگیرد. |
| آنارکی         | کمیک‌های کارآگاهی #۶۰۸ (نوامبر ۱۹۸۹)                          | آنارکی (لونی ماشین) یک نابغه نوجوان است که گجت‌ها و ابزاری که می‌سازد را علیه پلیس و دولت استفاده می‌کند و روش خشونت‌آمیزی به قصد سرنگونی دولت دارد. |
| بین            | انتقام بین #۱ (ژانویه ۱۹۹۳)                                  | از نظر بدنی قوی‌ترین دشمن بتمن است که کمر او را هم شکانده و معمولاً قدرت او بوسیلهٔ سمی بنام ونوم افزایش می‌یابد. |
| بلک ماسک       | بتمن #۳۸۶ (اوت ۱۹۸۵)                                         | یک تاجر ثروتمند سابق بنام (رومن سایونیس) که از بتمن و بروس وین متنفر است و یک گروه تبهکار بنام انجمن صورت کاذبان را اداره می‌کند و از ماسکی سیاه به شکل جمجمه انسان استفاده می‌کند. بلک ماسک دوم هم در واقع در واقع ملک سابق تیمارستان آرکهام (دکتر ارمیا آرکهام) است که در طول کمیک نبرد برای شنل (به انگلیسی: Batman: battle for the cowl) دیوانه می‌شود و این نام را برای خود انتخاب می‌کند و به جنایت روی می‌آورد. |
| بلاک باستر     | کمیک‌های کارآگاهی #۳۴۵ (نوامبر ۱۹۶۵)                          | (مارک دزموند) بدن ضعیفی داشت تا اینکه تحت یک آزمایششیمیایی به مرد قوی تبدیل شد و بعد از مرگش برادرش به نام او کارش را ادامه داد و جنایتکار شد. |
| پروفسور پیگ    |                                                              | تبهکاری است که ماسکی به شکل خوک به صورت می‌زند و انسان‌ها را تکه‌تکه کرده و اعضای بدن آن هارا کباب می‌کند |
| پرومتوس        | شیطان سال نو: پرومتوس #۱                                     | فرزند یک جنایتکار که والدینش توسط مجریان قانون به قتل رسیده‌اند و او قسم خورده که انتقامشان را بگیرد، نام واقعی او (کرت کلهرن) است. |
| پولکا داتمن    |                                                              | |
| پویزن آی‌وی     | بتمن #۱۸۱ (ژوئن ۱۹۶۶)                                        | گیاه‌شناسی به نام (پاملا لیلیان آیزلی) که تحت تأثیر گیاهی سمّی به شکل زنی با بدن و صورت سبز و دارای چشمانی مسحورکننده در می‌آید که می‌تواند مردان را وسوسه کند و برده خویش کند. |
| پنگوئن         | کمیک‌های کارآگاهی #۵۸ (دسامبر ۱۹۴۱)                           | (اسوالد کابلپاد) نام اصلی او پدر و مادر اسوالد درکودکی او را در زمستان در یک کانال بزرگ آب که به زیرزمین راه دارد رها می‌کنند (البته معلوم نیست برای کمبود پول یا هر مسئله دیگر رهایش کرده‌اند ولی می‌دانیم که از قصد بوده) بعد پنگوئن‌هایی که در زیر کانال زندگی می‌کنند او را پیدا می‌کنند، اسوالد تمام عمرش را با پنگوئن‌ها زندگی کرده بعد می‌خواهد مانند یک قهرمان بین مردم ظاهر بشود خوب او روانی است و نوع زندگی با مردم و جامعه را بلد نیست او با چترهایی که به صورت اسلحه در می‌آید و افراد انسان و پنگوئنی اش مورد آزار مردم و بتمن می‌شود و حتی با تبهکاران مانند جوکر ، ریدلر دیدار و با آنها همکاری کرده است. |
| جوکر           | بتمن #۱ (بهار ۱۹۴۰)                                          | یک جنایتکار به شکل دلقک که سرگذشت و زندگی مبهم و نام واقعی نامعلومی دارد و از ابزارهایی مثل گل اسیدپاش و گازخنده استفاده می‌کند. به علاوه که محبوب‌ترین دشمن بتمن است سرسخت‌ترین و باهوش‌ترین دشمن اوست. |
| دکتر جان ریچی  | فیلم بتمن در مقابل دکتر جان ریچی                             | دکتر جان ریچی یک دکتر عمومی است که از بتمن خوشش نمی‌آید و دوست بروس وین است اما آن نمی‌داند که بروس همان بتمن است |
| ددشات          | بتمن #۵۹ (ژوئیه ۱۹۵۰)                                        | (فلوید لاتون) پسر جوانی بود که با پدر و برادرانش زندگی می‌کرد. وقتی پدرش برادر مورد علاقه‌اش را می‌زند از عصبانیّت با اسلحه سعی در قتل پدرش می‌کند اما به اشتباه برادرش را می‌زند و می‌کشد. از آنجا فرار می‌کند و تصمیم می‌گیرد تیراندازی‌اش را تقویت کند. او سپس به لیگ زیرزمینی جنایتکاران می‌پیوندد و به قتل می‌پردازد. در کمیک‌ها تنها کسی که توانسته از تیر او جان به در ببرد بتمن است. |
| دوچهره         | کمیک‌های کاراگاهی #۶۶ (اوت ۱۹۴۲)                              | هاروی دنت شخصیتی که توسط سالواتوره مارونی، در دادگاه به چهره‌اش اسید پاشیده شد که سبب می‌شود نیمهٔ چپ صورت او، بسوزد. پس از این واقعه، او تبدیل به یکی از خلافکاران گاتهام می‌شود. |
| رأس‌الغول       | بتمن #۲۳۲ (ژوئن ۱۹۷۱)                                        | (به عربی: سر دیو) یک قاتل است که فکر می‌کند باید تعادل را به جهان بازگرداند، حتی اگر به قیمت مرگ هزاران انسان باشد. او ازچشمه ای بنام لازاروس استفاده می‌کند که باعث جاودانگی‌اش می‌شود. رأس الغول گروهی بنام انجمن قاتلان دارد که زمان تأسیس آن نامشخص است. |
| ریپر           | کمیک‌های کارآگاهی #۵۵۷ (ژوئن ۱۹۸۷)                            | (جادسون کاسپین) یک انسان معاشرتی در روز و در طول شب یک قاتل وحشی است؛ که بعد از از دست دادن همسرش تصمیم به انجام کارهای خلافکارانه گرفت. |
| رد هود         | کمیک‌های کارآگاهی #۱۶۸ (فوریه ۱۹۵۱) و بتمن #۶۳۵ (دسامبر ۲۰۰۴) | ردهود به معنی روبندهٔ سرخ است. رد هود اول در واقع همان جوکر است که قبل از اینکه به درون مواد شیمیایی بیفتدو به شکل دلقک در بیاید از این لباس برای دزدی استفاده می‌کرد. رد هود دوم که در سال ۲۰۰۴ اولین بار حضور یافت در واقع رابین (دستیار بتمن) سابق بنام (جیسون تاد) است که بعد از مرگش در کمیک مرگ در خاندان بوسیله رأس‌الغول و چشمه لازاروس به زندگی بازمی‌گردد تا از جوکر و بتمن انتقام بگیرد. |
| ریدلر          | کمیک‌های کارآگاهی #۱۴۰ (اکتبر ۱۹۴۸)                           | (ادوارد نیگما) یک جنایتکار نابغه است که علاقه دارد معمّا و پازل در صحنهٔ جرم بگذارد تا بتمن را به چالش بکشد. او عصایی به شکل علامت سؤال حمل می‌کند و بعدها به هویت بتمن هم پی می‌برد، اما آن را فاش نمی‌کند. او همچنین در میان مخاطبان ایرانی به مرد سؤالی هم معروف است. او نیز با تبهکارانی از جمله پنگوئن همکاری کرده است. |
| زن گربه‌ای      | بتمن #۱ (آوریل ۱۹۴۰)                                         | سیلینا کایل یک دزد جواهرات ماهر است. اگرچه او به عنوان یک شخصیت شرور بزرگ و یکی از دشمنان بتمن به تصویر کشیده می‌شد، اما او همچنین نقش یک ضدقهرمان را نیز ایفا می‌کند. |
| سالامون گراندی | کمیک‌های آل-آمریکن #۶۱ (اکتبر ۱۹۴۴)                           | (سایرس گُلد) یک تاجر اهل گاتهام سیتی بود که به قتل می‌رسد و به درون باتلاق می‌افتد و به یک مرده متحرک نامیرا تبدیل می‌شود. گراندی در اصل دشمن فانوس سبز است امّا گهگاهی با بتمن هم جنگیده از جمله در کمیک‌های پیروزی تاریک و هالووین طولانی. |
| سایمون هِرت     | بتمن #۱۵۶ (ژوئن ۱۹۶۳)                                        | در ابتدا یک دانشمند بی‌نام بود در داستان "رابین در سپیده دم مرد" اما بعداً ادعا کرد (تامس وین) پدر بروس وین است که رئیس یک انجمن تبهکار بود اما بعداً معلوم شد او یکی از نیاکان بروس وین است که به وسیلهٔ جاودانگی زنده مانده‌است. |
| فایرفلای       | بتمن # ۱۸۴ (ژوئن ۱۹۵۲)                                       | یک یتیم به نام (گارفیلد لینز) است که به جنون آتش‌افروزی مبتلاست بنابراین لباسی ضد آتش می‌سازد و اسلحهٔ آتش‌افروز هم می‌سازد و به جنایاتی دست می‌زند که در آن‌ها از آتش و نور استفاده می‌کند. |
| کارمین فالکون  |                                                              | بزرگ‌ترین گنگستر و رئیس تبهکاران در شهر گاتهام است. درست است که او یک تبهکار است اما به شرافت پایبند است و معمولاً به مردم عادی و بی گناه کاری ندارد. |
| کایتمن         |                                                              | |
| کیلر کراک      | کمیک‌های کاراگاه # ۵۲۳ (فوریه ۱۹۸۳)                           | وایلن جونز از موجودات خاص است که از بدو تولد مبتلا به بیماری نقص ایمنی پوست بود و این موضوع باعث جهش ژنتیکی او می‌شود و تبدیل به یک انسان حیوان نما می‌شود به شکل تمساح و والدینش در فاضلاب رهایش می‌کنند. |
| مترسک          | بهترین کمیک‌های جهان # ۳ (سپتامبر ۱۹۴۱)                       | پروفسور دکتر جاناتان کرین که روی مادهٔ ضد ترس کار می‌کرد اما بعد حملهٔ جوکر به او دیوانه شده و به جای مادهٔ ضد ترس روی مادهٔ ترس کار می‌کند ماده ای که دشمن را به ترس وادار می‌کند درست وقتی خوبی برای مترسک که انهارا را بکشد |
| مد هتر         |                                                              | جرویس تچ یک شعبده باز حرفه ای است که لفظ به قلم حرف می‌زند و گاهی شعر می‌گوید او استاد هیپنوتیزم و چالش‌های ذهنی است. |
| ویکتور زز      | بتمن: سایه خفاش # ۱ (ژوئن ۱۹۹۲)                              | یک آدم‌کشی زنجیره‌ای است که معمولاً پس از کشتن قربانیان، توسط چاقو یک علامت شمارشی مشخص بر روی بدن خود حک می‌کند. |
| هارلی کویین    | بتمن: مجموعه پویانمایی‌شده (سپتامبر ۱۹۹۲)                     | دکتر هارلین فرانسیس کویینزل، روان‌پزشک شخصیت جوکر در تیمارستان آرکهام بود که پس از علاقه‌مند شدن به او، کمک کرد تا از تیمارستان بگریزد. او در نهایت عقلش را از دست داد، شغلش را عوض کرد و نامش را به هارلی کویین تغییر داد. |
| هوگو استرنج    | کمیک‌های کاراگاهی # ۳۶ (فوریه ۱۹۴۰)                           | یک دانشمند و نابغه روان‌شناسی است که انسان‌ها را جهش یافته می‌کند و روی آن‌ها تغییراتی انجام می‌دهد او در برخی از داستان‌ها روشی برای زنده کردن مرده‌ها پیدا می‌کند. |
| من-بت          |                                                              | من بت دکتر کرک لنکستر است که روی خفاش‌ها آزمایش می‌کند تا دارویی برای درمان ناشنوایی بسازد ولی بر سر یک اشتباه جهش یافته می‌شود و به من بت تبدیل می‌شود. |

1. ↑  "Newsarama | GamesRadar+". gamesradar (به انگلیسی). Retrieved 2023-05-11.
2. ↑  Zambrano, Mark (2016-07-19). "The 20 Greatest Batman Villains Of All Time". ScreenRant (به انگلیسی). Retrieved 2023-05-11.